# Pareucalanus attenuatus
Pareucalanus attenuatus är en kräftdjursart som först beskrevs av James Dwight Dana 1849.  Pareucalanus attenuatus ingår i släktet Pareucalanus och familjen Eucalanidae. Inga underarter finns listade i Catalogue of Life.